# Megion

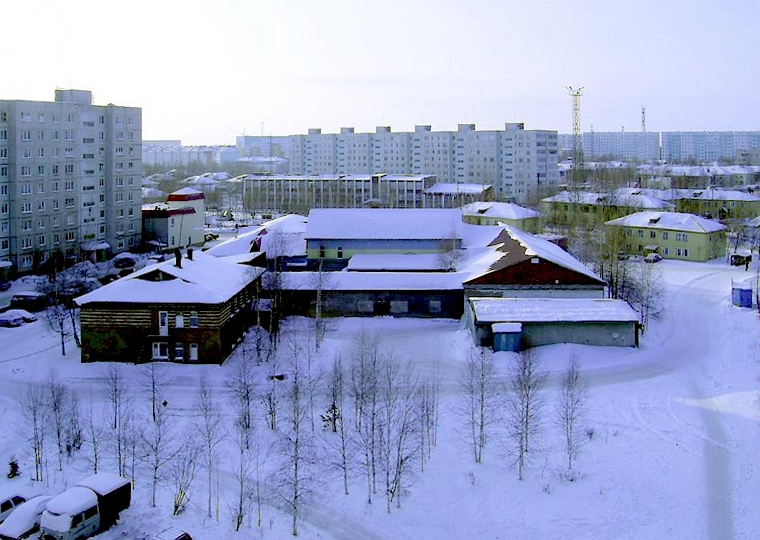
Ein Wohnviertel in Megion

Megion (russisch Мегион) ist eine Stadt in Westsibirien, im Autonomen Kreis der Chanten und Mansen/Jugra (Russland) mit 49.449 Einwohnern (Stand 14. Oktober 2010).

## Geographie
Die Stadt liegt am rechten (nördlichen) Ufer des Ob im Westsibirischen Tiefland etwa 25 km westlich von Nischnewartowsk. Nahe der Stadt mündet der namensgebende Flussarm Mega wieder in den Hauptstrom des Ob (das chantische Wort mechi oder megi bezeichnet eine scharfe Flussbiegung). Das Klima ist kontinental.
Die Stadt bildet einen eigenständigen Stadtkreis, der vom Territorium des Rajons Nischnewartowsk umschlossen ist. Zum Stadtkreis gehört auch die 1982 gegründete Siedlung städtischen Typs Wyssoki (Высокий) mit 6933 Einwohnern, sodass die Gesamtbevölkerungszahl 56.422 beträgt (2010).

## Geschichte
Eine chantische Siedlung im Bereich der heutigen Stadt Megion ist seit 1810 bekannt. 1912 tauchte sie in offiziellen Dokumenten als Magajon (Магайон) auf, in den 1940er Jahren als Dorf Megion. 1961 gab es in der Umgebung die ersten Erdölfunde im mittleren Ob-Gebiet. 1962 entstand eine Erdölarbeitersiedlung. 1964 erhielt sie den Status einer Siedlung städtischen Typs, am 23. Juli 1980 das Stadtrecht.

### Bevölkerungsentwicklung
| Jahr | Einwohner |
| ---- | --------- |
| 1959 | 400       |
| 1970 | 6.431     |
| 1979 | 23.629    |
| 1989 | 39.783    |
| 2002 | 46.566    |
| 2010 | 49.449    |

Anmerkung: Volkszählungsdaten (1959 gerundet)

## Kultur und Sehenswürdigkeiten
Megion besitzt ein Heimatmuseum unter der Bezeichnung Regionales historisch-kulturelles und ökologisches Zentrum.

## Wirtschaft und Infrastruktur
Megion ist eines der Zentren der Erdölförderung in Westsibirien. Die wichtigste Firma ist Slawneft-Megionneftegaz (Славнефть-Мегионнефтегаз).
Die Stadt liegt an der 1979 eröffneten Eisenbahnstrecke Surgut–Nischnewartowsk; der Bahnhof liegt außerhalb der Stadt, etwa 15 km vom Zentrum entfernt bei Wyssoki.